# Microdon nigromarginalis
Microdon nigromarginalis är en tvåvingeart som beskrevs av Charles Howard Curran 1926. Microdon nigromarginalis ingår i släktet myrblomflugor, och familjen blomflugor. Inga underarter finns listade i Catalogue of Life.